# Ajusco
El Ajusco (en náhuatl: ātl, xōchitl, -co, ‘aigua, florir, l'on'‘boscatge d'aigües') és un volcà que es troba i comprèn el massís muntanyenc que limita al sud, en l'extrem sud-oest, de la Ciutat de Mèxic, Districte Federal.
La regió correspon administrativament a la delegació de Tlalpan.
Destaca del Ajusco el volcà extint, identificat popularment com Xitle, que va donar origen al pedregal situat al sud de Ciutat de Mèxic, Districte Federal.
Forma part de l'Eix Neovolcánico que travessa l'Altiplà Central Mexicà i és també el punt més alt en territori del Districte Federal amb 3930 msnm.

## Origen històric dels primers pobladors
L'any 669 van arribar a la conca de Mèxic els txitximeques, establint-se en diversos llocs en petits grups que es van dedicar a l'agricultura, a causa de la presència de la Piràmide de Tequipa, es pensa que la influència txitximeca es va estendre fins al Ajusco. En enfrontar-se els tepaneques del sud amb els mexiques en 1428 van fugir a les muntanyes del sud, per aquestes dades es pot deduir que Ajusco es va poblar durant el Preclàssic Mitjà i va tenir influència txitximeca, tolteca i tepaneca.
En alguns escrits antics es parla que es va formar com a poble de Axochco l'any 1531 on el seu líder els recomana convertir-se a la religió dels homes de Castella perquè no els matin i que redueixin les seves terres per evitar problemes.

## Toponímia
Ajusco significa "boscatge d'aigües" (del náhuatl ā-xōch-co: ā- 'aigua', xōch- "flor, florir" i -co 'en, lloc de'), nom donat per ser un bosc molt verd, amb moltes flors i amb gran precipitació pluvial.
Es pot traduir com a Lloc de flors on brolla l'aigua, o "Lloc d'aigua on brollen les flors"

## Geografia
S'acompanya d'un conjunt de volcans i muntanyes que reben el nom genèric de Serra de Ajusco-Chichinauhtzin, entre ells destaquen el volcà Xitle (3100 msnm), Tláloc (3690 msnm), Pelado (3600 msnm), Cuautzin (3510 msnm) i Chichinautzin (3430 msnm) i junts comprenen aproximadament la meitat de l'àrea del Districte Federal. És part de la regió coneguda com a Gran Bosc d'aigua.
Els seus punts més prominents són:
- Cruz del Marquès: 3930 msnm
- Pic de l'Águila: 3880 msnm
- San Tomás: 3710 msnm
- Mezontepec: 3480 msnm

A l'hivern el paisatge es veu comunament cobert per nevades que ofereixen vistes impressionants. Des del cim es pot veure gairebé tota la Vall de Mèxic, la Ciutat de Mèxic, els volcans Popocatépetl i Iztaccíhuatl, els Dinamos, el Nevat de Toluca, part de la zona de la vall de Cuernavaca.

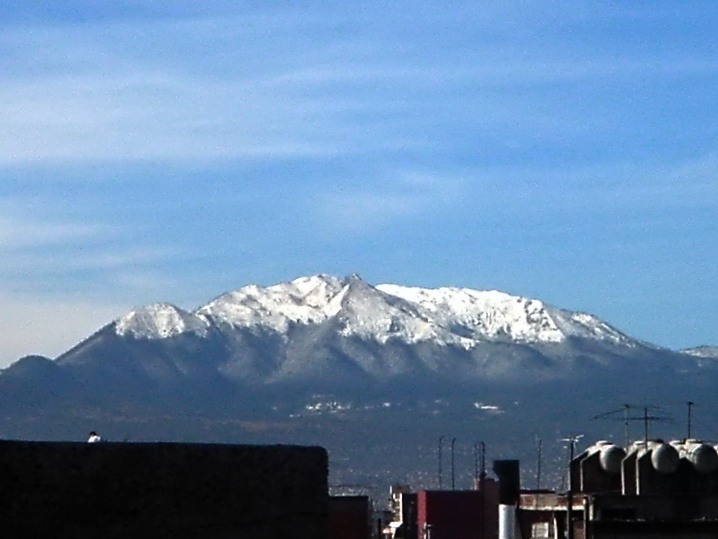
El Ajusco

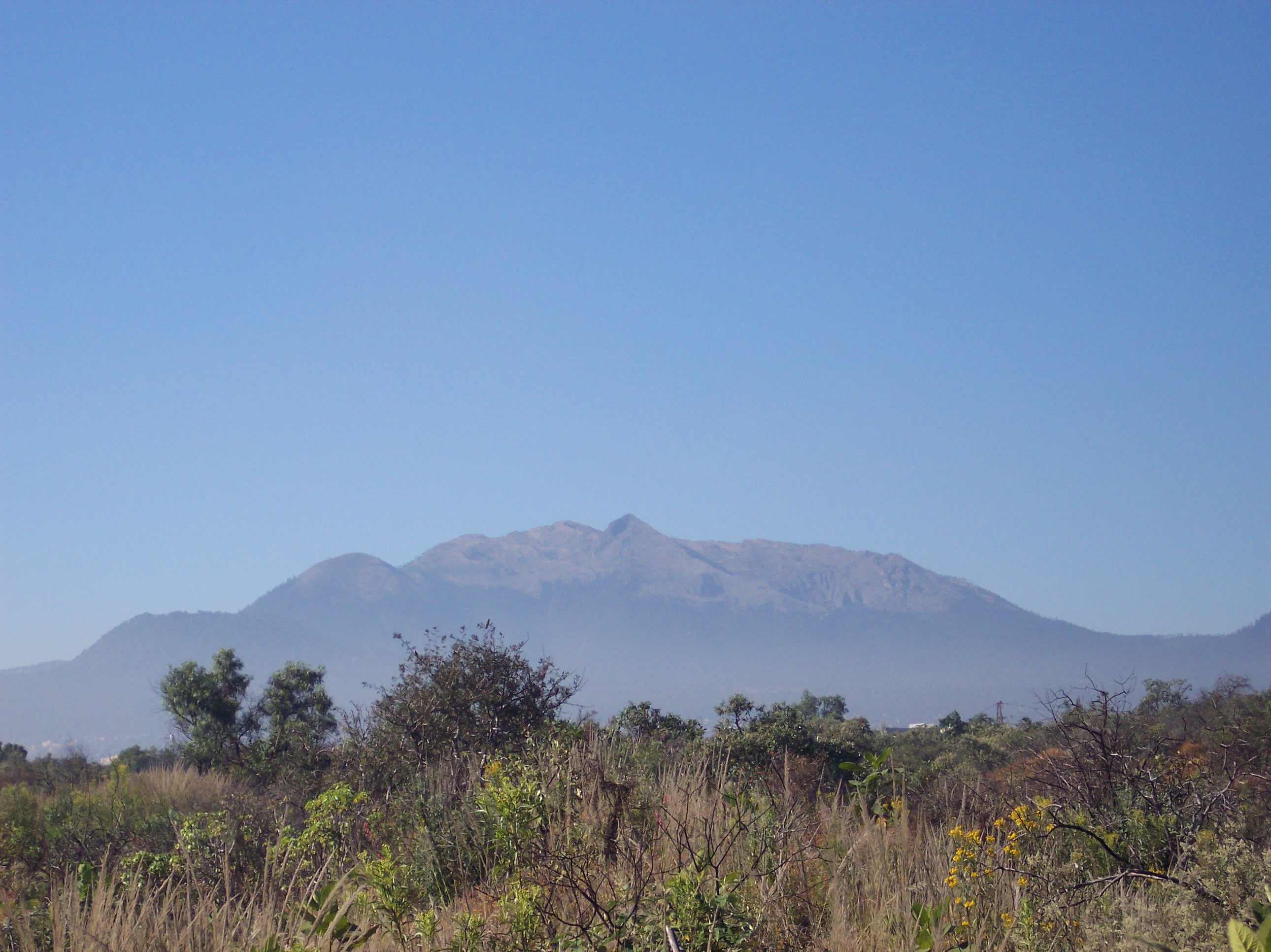

Té pluges contínues i amb un clima temperat semihumit amb pluges a l'estiu i en algunes altures es presenta boirina tot l'any.
En el turó del Ajusco es localitza l'anomenat Pic de l'Àguila, en la Delegació Tlalpan del Districte Federal.
La seva superfície és de 920 hectàrees.
Per arribar al Ajusco s'agafa la calçada de Tlalpan, es recorre tota aquesta avinguda fins a arribar a la desviació de la sortida a Cuernavaca lliure; es pren aquesta carretera i en el quilòmetre 25 es troba la desviació per accedir cap a Ajusco, però encara falten 2 pobles per passar i posteriorment arribes al poble d'Ajusco.
També és possible arribar per la carretera Picacho-Ajusco, la qual comença en l'entroncament de Perifèric Sud i Boulevard de la Llum.

## Parc Nacional
En un dels turons ja esmentats del Ajusco, el Pic de l'Àguila, que té una altura aproximada d'1,700 metres i que forma part de la Serra de las Cruces, està situat el Parc Nacional Cumbres del Ajusco, el qual va ser declarat així el 14 de maig de 1947.
La data del decret de creació d'aquest parc va ser el 23 de setembre de 1936. Els seus boscos i part de la seva extensió es troben amenaçats per la taca urbana que s'ha expandit sense control sobre les parts baixes properes a la zona, fenomen que s'ha presentat des de mitjan segle xx. L'àrea que comprèn el parc està situat dins del sistema muntanyenc conegut comunament com la Serra de Ajusco-Chichinauhtzin.